# Глазырин, Феликс Викторович
Феликс Викторович Глазырин (род. 1932, Свердловск) — советский юрист, доктор юридических наук, профессор Волгоградского юридического института, заслуженный юрист Российской Федерации.

## Биография
Родился в городе Свердловск, в 1932 году.
В 1956 году окончил Свердловский юридический институт по специальности «правоведение». После, в 1962 году окончил аспирантуру по кафедре криминалистики.
В 1963 году в Москве во Всесоюзном институте по изучению причин и разработке мер предупреждения преступности защитил кандидатскую диссертацию «Расследование хищений, скупки и перепродажи промышленного золота».
В 1973 году защитил докторскую диссертацию «Криминалистическое изучение личности обвиняемого».
С 1959 по 1979 занимал должность доцента, заведующего кафедрой правовой психологии и судебной экспертизы Свердловского юридического института.
С 1979 по 1991 работал заместителем начальника Высшей следственной школы МВД СССР г. Волгограда.
С 1991 по 2002 — декан юридического факультета, заведующий кафедрой международного права и прав человека Волгоградского государственного университета.
С 1996 — ректор Волгоградского юридического института.
С 2002 по 2006 заведующий кафедрой Международного права и прав человека Волгоградского государственного университета.
По состоянию на осень 2021 года является соучредителем, президентом и помощником ректора Волгоградского юридического института.

## Научные труды
Является автором более 100 научных трудов, среди которых можно отметить:
- Изучение личности обвиняемого и тактика следственных действий : учеб. пособ. — Свердловск : [б. и.], 1973. — 156 с.;
- Психология следственных действий, Волгоград, 1983;
- Судебная психология. Общая часть : конспект лекций. — Свердловск, 1977. — 44 с.;
- Практические и теоретические проблемы изучения личности участников уголовного судопроизводства (криминалистические аспекты) // Проблемы изучения личности участников уголовного судопроизводства. — Свердловск, 1980. — С. 3-13;
- Следственный эксперимент : учеб. пособ. — Волгоград, 1981. — 70 с. — Соавт.: А. П. Кругликов;
- Проблемы профессиональной подготовки юристов // Вестник Волгогр. гос. ун-та. Сер. 5, Политика. Социология. Право. — 1998. — Вып. 1. — С. 112—114;
- Проблемы профессиональной подготовки юристов в свете правовой реформы // Festschrift-5 Jahre wissenschaftliche Zusammenarbeit der Universitaten Koln und Wolgograd(1993—1998). — Koln, 1998. — S. 18-24;